# Abwurftäfelchen
Abwurftäfelchen waren im Bahnbetrieb kleine Tafeln zur Verständigung zwischen dem Zugpersonal und den stationär tätigen Eisenbahnbediensteten.

## Funktion
In der Zeit vor Einführung des Zugfunks (bei der Deutschen Bundesbahn ab 1953) war der Austausch von Informationen zwischen dem Lokomotivpersonal und den an der Strecke tätigen Eisenbahnern nur möglich, wenn der Zug anhielt. Das Abwurftäfelchen bot Abhilfe: Das Lokomotivpersonal warf ein ausgefülltes Täfelchen aus dem fahrenden Zug an mit Personal besetzten Betriebsstellen ab, um ein Problem zu melden und Hilfe anzufordern. Damit wurde das Anhalten, das erneute Anfahren und der damit verbundene Zeitverlust und Kohleverbrauch vermieden. Das stationäre Personal meldete die Anforderungen des Lokpersonals über die stationären Fernmeldeeinrichtungen an die nächste Betriebsstelle weiter, die Abhilfe schaffen konnte.

## Form
Abwurftäfelchen bestanden aus Holz oder Presspappe im Format 10 × 15 cm, auf denen ein Formular aufgedruckt war. Damit konnte das Lokomotivpersonal eine Vorspannlokomotive oder eine Ersatzlokomotive anfordern oder darum bitten, auf ein Ausweichgleis geleitet zu werden.

## Geschichte
Die Täfelchen waren wohl zeitweise schon bei der Deutschen Reichsbahn zum Einsatz gekommen. Jedenfalls bezieht sich die Bekanntmachung, mit der die Reichsbahndirektion Mainz 1946 die Täfelchen (wieder) einführte, darauf, dass diese Form der Kommunikation sich bereits früher bewährt habe. Dazu wurde ausgeführt: „Durch den stark abgefahrenen Lokpark und die Verwendung von minderwertigem Brennstoff ist es öfters notwendig, daß Vorspann- und Ersatzlok oder Überholung eines Zuges durch das Lokpersonal gefordert werden muß. Zu diesem Zwecke bleiben die Lokführer auf Unterwegsbahnhöfen halten, um die Aufsichtsbeamten entsprechend zu verständigen. Zur Vermeidung dieser außerplanmäßigen Aufenthälte [!] der Züge wurden wieder die in früheren Jahren verwendeten Abwurftäfelchen eingeführt.“